# Danmark ved sommer-OL 1984
Danmark deltog ved sommer-OL 1984 i Los Angeles med 65 sportsudøvere i elleve sportsgrene. Danmark kom på syvogtyvendepladsen med nul guld-, tre sølv- og tre bronzemedaljer.

## Medaljer
| 1984 Los Angeles | Guld | Sølv | Bronze | Total |
| Danmark          | 0    | 3    | 3      | 6     |

## Medaljevinderne
| Danmark under sommer-OL 1984 i Los Angeles | Danmark under sommer-OL 1984 i Los Angeles                                    | Danmark under sommer-OL 1984 i Los Angeles | Danmark under sommer-OL 1984 i Los Angeles | Danmark under sommer-OL 1984 i Los Angeles |
| Medaljer                                   | Udøver                                                                        | Sport                                      | Øvelse                                     | Resultat                                   |
| ------------------------------------------ | ----------------------------------------------------------------------------- | ------------------------------------------ | ------------------------------------------ | ------------------------------------------ |
| Sølv                                       | Ole Riber Rasmussen                                                           | Skydning                                   | Skeetskydning                              | 196 points                                 |
| Sølv                                       | Anne Grethe Törnblad                                                          | Hestesport                                 | Dressur                                    | 1442 points                                |
| Sølv                                       | Henning Lynge Jakobsen                                                        | Kano og kajak                              | C-1 500 meter, herrer                      | 1:58,45                                    |
| Bronze                                     | Erik Christiansen Michael Jessen Lars Nielsen Per Rasmussen                   | Roning                                     | Firer uden styrmand                        | 6:07,72                                    |
| Bronze                                     | Hanne Eriksen Birgitte Hanel Charlotte Koefoed Bodil Rasmussen Jette Sørensen | Roning                                     | dobbelt-firer med styrmand                 | 3:16,02                                    |
| Bronze                                     | Henning Lynge Jakobsen                                                        | Kano og kajak                              | C-1 1000 meter, herrer                     | 4:09,51                                    |